# Guadalajara de Buga

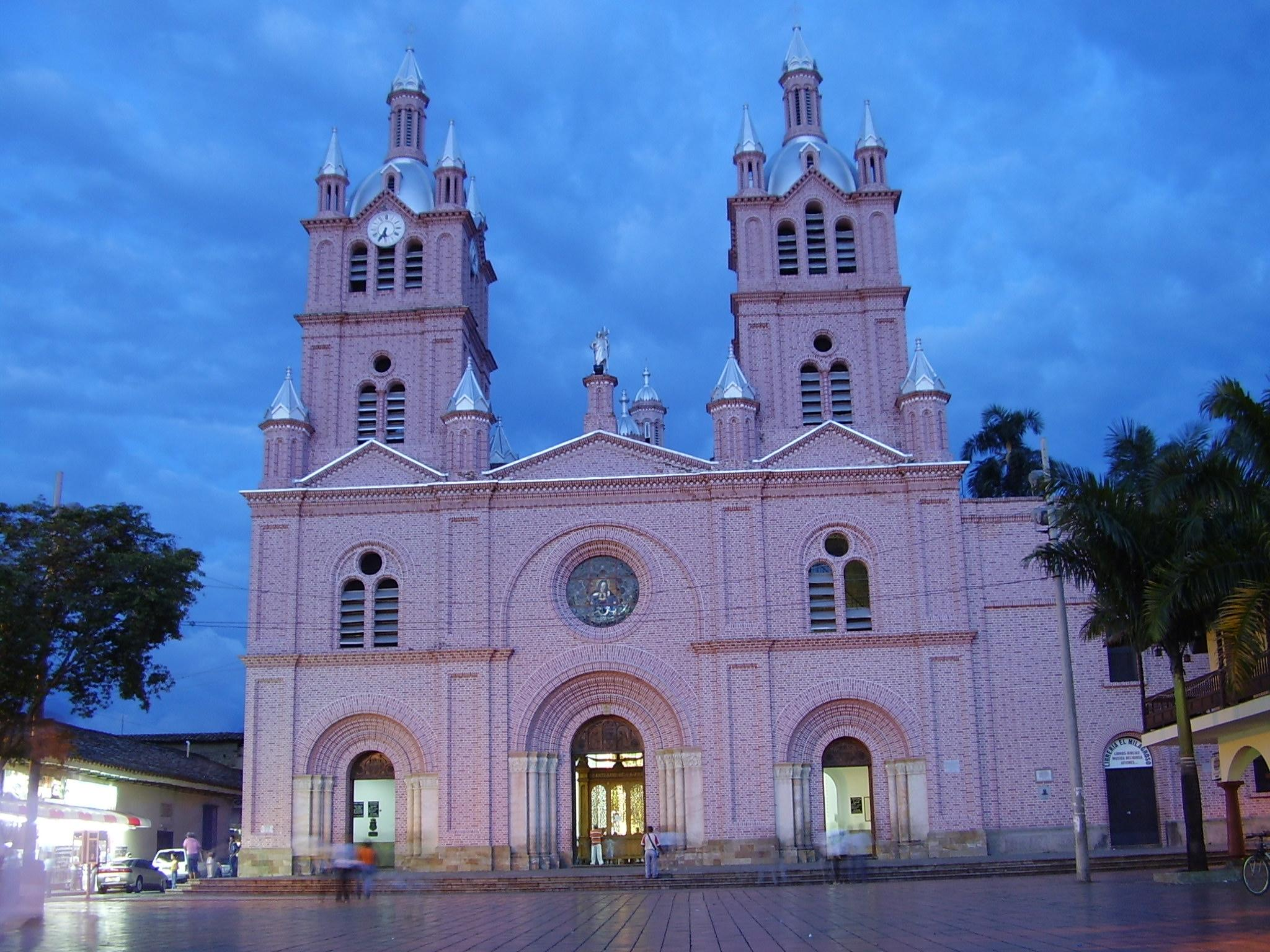
Basílica Menor do Senhor dos Milagres.

Guadalajara de Buga é um município da Colômbia situado no departamento de Vale do Cauca. É famoso pelo seu santuário do Senhor dos Milagres e pela paisagem de morros e cachoeiras.
Sua população é formada por aproximada de 111.000 habitantes.